# Teratohyla
Teratohyla là một chi ếch nhỏ trong phân họ Centroleninae của họ Centrolenidae. Chi này có một thời gian được gộp vào Centrolenella rồi Cochranella, nhưng đến năm 2009 được tách riêng. Những loài này phân bố ở vùng đất thấp của Trung Mỹ, từ Honduras về phía nam đến Thái Bình Dương và vùng đất thấp nhiệt đới ẩm ướt Amazon của Nam Mỹ.

## Loài
Có năm loài trong chi này:
- Teratohyla adenocheira (Harvey and Noonan, 2005)
- Teratohyla amelie (Cisneros-Heredia and Meza-Ramos, 2007)
- Teratohyla midas (Lynch and Duellman, 1973)
- Teratohyla pulverata (Peters, 1873)
- Teratohyla spinosa (Taylor, 1949)

Tuy nhiên, trang AmphibiaWeb đặt Teratohyla adenocheira vào chi Cochranella.